# 1960'erne
Århundreder: 19. århundrede – 20. århundrede – 21. århundrede
Årtier: 1910'erne 1920'erne 1930'erne 1940'erne 1950'erne – 1960'erne – 1970'erne 1980'erne 1990'erne 2000'erne 2010'erne
År: 1960 1961 1962 1963 1964 1965 1966 1967 1968 1969

## Begivenheder
1960'erne blev et turbulent årti over hele jorden. Mange af kendetegnene ved 1960'erne udsprang af demografiske forhold især det store babyboom og enden for de europæiske koloniimperier. I Danmark er 1960'erne ofte blevet kaldt de glade 60'ere, der bl.a. huskes for ungdomsoprøret, Femølejren, beatmusik, men de glade 60'ere henviser specielt til den kraftige økonomiske udvikling i perioden med fuld beskæftigelse og en hidtil uset levestandard i form af bolig, biler, udlandsrejser etc. Denne velstand blev udbredt for første gang i historien til meget brede dele af befolkningen, og da der blev mangel på arbejdskraft, begyndte der at komme fremmedarbejdere fra lande som f.eks. Jugoslavien, Tyrkiet og Pakistan.
- Ungdomsoprøret og Studenteroprøret de unges reaktioner mod de eksisterende normer i samfundet.
- Kolonismens ophør; mange nye lande opnår uafhængighed i Afrika og Asien.
- Borgerrettighedsbevægelsen; slutningen på raceadskillelse i Amerika.
- Cubakrisen.
- John F. Kennedy myrdes i 1963; hans bror Robert F. Kennedy myrdes i 1968.
- My lai massakren i Vietnam 16. marts 1968
- Martin Luther King Jr. myrdes den 4. april 1968.
- Hippie, stoffer & rock'n'roll indtager Woodstock-Festivalen i 1969.
- Surrealisme.
- Studenteruroligheder med efterfølgende vold mellem studenter og politi og soldater i USA, Frankrig, Mexico, Tjekkoslovakiet samt en række andre lande.
- Happening
- Fluxus
- Babyboom-generationen vokser op.
- Den første udbredte brug af prævention ved hjælp af p-pillen. Den seksuelle revolution.
- Stigende religiøse forskelle i Vesten. Kristendommen formindskes og ateisme får en rolle. Time Magazine spørger: "Er Gud død?".
- Vietnamkrigen og efterfølgende protester fører til Kent State Universitets skyderier i maj 1970.
- Rock'n'roll udvikles og bliver meget populært. Beatles afløser Elvis Presley.
- Oprør i Frankrig.
- Foråret i Prag.
- Sverige indfører højrekørsel.
- USA foretager bemandet månelanding. Satellitter revolutionerer global kommunikation.
- 2001: A Space Odyssey
- James Bond film bliver populære.

## Verdens ledere
- Dwight D. Eisenhower
- John F. Kennedy
- Lyndon Johnson
- Richard Nixon
- Harold Macmillan
- Alec Douglas-Home
- Harold Wilson
- Konrad Adenauer
- Ludwig Erhard
- Kurt Georg Kiesinger
- Charles de Gaulle
- Nikita Khrusjtjov
- Leonid Bresjnev
- Mao Zedong
- Indira Gandhi
- Gamal Abdel Nasser
- Fidel Castro
- Francisco Franco
- Tage Erlander
- David Ben-Gurion
- Levi Eshkol
- Kim Il-sung
- Ho Chi Minh
- Mohammad Reza Pahlavi

## Sportsidoler
- Harald Nielsen
- Finn Laudrup
- Pelé
- Garrincha
- Eusébio
- Alfredo di Stéfano
- Bobby Charlton

## Kunstnere
- Julie Andrews
- Frankie Avalon
- Brigitte Bardot
- The Beach Boys
- The Monkees
- The Beatles
- The Byrds
- The Kinks
- The Who
- Genesis
- Tony Curtis
- The Doors
- The Marvelettes
- Bob Dylan
- Cary Grant
- Connie Francis
- Grateful Dead
- Jimi Hendrix
- Alfred Hitchcock
- Dustin Hoffman
- Rock Hudson
- Jefferson Airplane
- James Brown
- Janis Joplin
- Jack Lemmon
- Jackson 5
- Jerry Lewis
- Gina Lollobrigida
- Sophia Loren
- Dean Martin
- Paul Newman
- Arthur Penn
- Sidney Poitier
- Rolling Stones
- Peter Sellers
- Frank Sinatra
- Sly & The Family Stone
- Sonny & Cher
- Andy Warhol
- John Wayne
- Raquel Welch
- The Eagles
- Pink Floyd
- Led Zeppelin